# Стендер
Стендер (англ. standpipe, нім. Ständer m, Standrohr n – зливно-наливний пристрій для виконання вантажно-розвантажувальних операцій з рідкими продуктами (нафта, нафтопродукти, інші рідкі вуглеводні, хім. продукти, вода і інш.) між резервуарними парками і танкерами.
Стендер являє собою герметичну трубопровідну систему діаметром від 50 до 600 мм, що має три ступені свободи і забезпечує безпечне навантаження та бункерування танкерів. Для С. характерна висока швидкість приєднання і від'єднання танкера без забруднення навколишнього природного середовища і висока продуктивність вантажно-розвантажувальних операцій з широкими межами т-р рідких продуктів (від 180 оС – асфальт до  -196 оС рідкий азот).